# Droga wojewódzka nr 833
Droga wojewódzka nr 833 (DW833) – droga wojewódzka klasy G w województwie lubelskim, w powiecie kraśnickim (miasto Kraśnik, gmina Urzędów) i w powiecie opolskim (gmina Chodel) o długości 29,3 km. Właścicielem drogi jest Zarząd Dróg Wojewódzkich w Lublinie – Rejon DW Lublin z s. w Bychawie. Trasa zaczyna się w Kraśniku, na skrzyżowaniu z drogą krajową nr 19 (skrzyżowanie ulic Przemysłowa/Lubelska, do 2015 r. kończyła się w Chodlu na rondzie z drogą wojewódzką nr 747 (u zbiegu ulic Godowskiej, Mostowej, Opolskiej i Ratoszyńskiej). Od 1 stycznia 2016 została przedłużona o 2,6 km do skrzyżowania z nowym przebiegiem drogi wojewódzkiej nr 747 (obwodnica Chodla) w Przytykach.
Odcinek w granicach miasta Kraśnika był ważną arterią komunikacyjną o dużym natężeniu ruchu i jednocześnie najdłuższą ulicą tego miasta – Urzędowską, łączącą dwie główne części miasta oddalone od siebie o około 6 km (Starą i Fabryczną). 31 grudnia 2021 r. otwarto dla ruchu północną obwodnicę Kraśnika, którą poprowadzono drogę 833, i nadano jej nazwę „Lubelskiego Lipca 1980”.

## Miejscowości przez które przebiega DW 833
- Kraśnik
- Urzędów
- Wierzbica
- Okręglica-Kolonia
- Granice
- Godów
- Chodel
- Przytyki